# Josep Mateo Gil
Josep Mateo Gil   (Fígols, 16 de maig de 1928 - Olesa de Montserrat, 27 d'agost de 2019) va ser un ciclista català, que fou professional entre 1950 i 1957. Els seus principals èxits esportius foren 2 etapes de la Volta a Catalunya.

## Palmarès
- 1950
  - Vencedor d'una etapa a la Volta a Portugal
- 1951
  - Vencedor d'una etapa a la Volta a Catalunya
- 1952
  - 1r al Campionat de Barcelona
- 1953
  - 1r al Campionat de Barcelona
- 1955
  - Vencedor d'una etapa a la Volta a Catalunya
- 1956
  - Vencedor d'una etapa al Tour dels Pirineus
  - Vencedor d'una etapa al Gran Premi de Catalunya

### Resultats al Tour de França
- 1955. 65è de la classificació general